# 阿利斯泰
阿利斯泰（義大利語：Alliste），是意大利莱切省的一个市镇。总面积23平方公里，人口6704人，人口密度291.5人/平方公里（2009年）。ISTAT代码为075004。